# عبدالرحیم کلانتر ضرابی
عبدالرحیم کلانتر ضرابی (۱۲۴۳–۱۳۰۸ ق)، نویسنده، شاعر و کلانتر شهر تهران بود و در نقاشی و خوشنویسی نیز مهارت داشت.
وی در شعر به سهیل تخلص می‌کرد. مهم‌ترین اثر وی کتاب مرآة القاسان (تاریخ کاشان) در بیان اوضاع اجتماعی عهد قاجار است.

## زندگی
عبدالرحیم‌خان معروف به کلانتر و متخلص به سهیل کاشانی فرزند میرزا محمدابراهیم خان دنبلی ضرابی پسر میرزا صادق پسر حاج رضا نایب الایاله برادر فتحعلی خان صبا و از خاندان دنبلی ضرابی است. او در کتابش، تاریخ کاشان خود را چنین معرفی می‌کند:

عبدالرحیم خان کلانتر مستشار دیوان محاکمات اداره جلیله نظمیه و زمینیه ایران المتخلص بسهیل الدنبلی الماخذ کاشانی الوطن طهرانی المسکن.
وی چندین سال کلانتر شهر تهران بود و به همین مناسبت به کلانتر ضرابی معروف می‌باشد.
اثر بزرگ وی کتاب «مرآة القاسان» می‌باشد که با عنوان «تاریخ کاشان» به کوشش ایرج افشار و با همکاری استادان بزرگی چون دکتر عباس زریاب خویی چندین نوبت چاپ و منتشر شده است. تاریخ کاشان تنها اثر و مرجع معتبری است که در مورد تاریخ و جغرافیا و خاندانهای بزرگ کاشان برجای مانده است. دکتر ایرج افشار در مقدمه‌ای که بر این کتاب نوشته آن را سندی معتبر و دقیق در بیان اوضاع اجتماعی ایران عهد قاجار می‌داند.
از اقدامات ارزشمند ناصرالدین شاه قاجار در طول دوران ولیعهدی و سلطنت خود توجه و تأکید زیاد وی به تحقیق و تألیف بود و در نتیجه حمایتهای او کتابهای بسیار مفید و ارزنده نوشته و منتشر گردید که اغلب این کتب امروزه جزو منابع معتبر محسوب می‌گردند. در همین زمان بود که تصمیم به تنظیم و تألیف «مرآة البلدان» گرفته شد و برای تهیه اجزای آن در هر شهری فردی دانشمند و آگاه مأمور نوشتن تاریخ آن شهر گردید که در حال حاضر دو نمونه از آنها یکی «مرآة القاسان» نوشته کلانتر ضرابی و دیگری «نصف جهان فی تعریف الاصفهان» نوشته محمدمهدی اصفهانی (۱۳۱۴ ق) موجود است.
عبدالرحیم خان بنا به نوشته خود با درخواست جلال الدین میرزا احتشام الملک حاکم وقت کاشان و در سال ۱۲۸۷ قمری شروع به تألیف کتاب مذکور نموده که تا سال ۱۲۸۸ قمری ادامه داشته است. یک نسخه از آن کتاب در کتابخانه مجلس شورای اسلامی که به خط خوش نستعلیق نوشته شده است موجود است و به شماره ۲۷۲ به ثبت رسیده، نسخه دیگری از آن نیز که به خط شکسته و توسط علی طالقانی نوشته شده در کتابخانه موزه لندن موجود است. نسخه سوم هم که به خط خود نگارنده نوشته شده در اختیار خانواده پسرش علی قلی خان (نبیل الدوله) می‌باشد. نسخه دیگری هم از این کتاب در موسسه «کاما» در شهر بمبیی هندوستان نگهداری می‌شود و به شماره ۱۹۸ در آن کتابخانه به ثبت رسیده است.
خانواده‌های ضرابی و کلانتر در تهران از فرزندان و نوادگان عبدالرحیم خان کلانتر ضرابی می‌باشند.
میرزا علی‌قلی خان ضرابی کاشی معروف به نبیل‌الدوله  (دیپلمات ایرانی)، حسین‌قلی، مهین‌بانو بهجت‌السلطنه، حمیده‌بانو کلانتر ضرابی (شاعر و خوشنویس) فرزندان وی بودند. مرضیه نبیل (گِیل)  و سهراب سپهری از خاندان او هستند.
بنابر گفته‌ی امیر هوشنگ آریان‌پور ( زاده ۱۳۰۸) جد ایشان عبدالحسین ملک‌المورخین سپهر کاشانی و حمیده‌بانو ضرابی هستند. وی برادر امیر حسین آریان‌پور (زاده ۱۳۰۳)، امیر اشرف آریان‌پور (۱۳۰۷)، آذر آریان‌پور (۱۳۱۵) است.